# Os Gaviões
Os Gaviões, ou Gaviões do Ritmo é uma das 16 agremiações que participam do cortejo de blocos tradicionais, um bloco carnavalesco de São Luís, Maranhão.
Desfila no cortejo de blocos tradicionais e foi o décimo terceiro bloco a desfilar no carnaval de 2025.
O presidente do bloco é Magno Martins.